# Corispermum praecox
Corispermum praecox là loài thực vật có hoa thuộc họ Dền. Loài này được C.P.Tsien & C.G.Ma mô tả khoa học đầu tiên năm 1978.